# Bolesław Bachman
Bolesław Bachman (ur. 14 kwietnia 1911 w Drohobyczu, zm. 2002) – polski technolog żywności i żywienia.

## Życiorys
Studia wyższe ukończył w 1936 roku na Wydziale Chemicznym Politechniki Lwowskiej i w tymże roku podjął pracę w Katedrze Technologii Rolnej tej uczelni. W 1939 roku brał czynny udział w walkach z Niemcami. Następnie był internowany w łagrze w rejonie Wołogdy. W czasie okupacji pracował w dziedzinie gorzelnictwa rolniczego. Po wyzwoleniu był dyrektorem Oddziału Łódzko–Kieleckiego Zrzeszenia Gorzelni Rolniczych. W 1947 roku podjął pracę w Zakładzie Technologii Przemysłu Fermentacyjnego w Wyższej Szkole Gospodarstwa Wiejskiego w Łodzi. W 1950 roku przeszedł do nowo tworzącego się Wydziału Chemii Spożywczej Politechniki Łódzkiej, którego był jednym z współorganizatorów. W 1952 roku objął w nim funkcję kierownika Zakładu Technologii Spirytusu i Drożdży. W 1954 roku otrzymał nominację na zastępcę profesora, a w 1966 roku uzyskał tytuł profesora nadzwyczajnego.
Prowadził szerokie badania z zakresu chemii i technologii ubocznych produktów fermentacji alkoholowej, zmian zachodzących podczas suszenia drożdży, otrzymywania drożdży paszowych z niekonwencjonalnych surowców (ropy naftowej, metanolu). Był autorem i współautorem kilkudziesięciu publikacji, współredaktorem i redaktorem dwóch podręczników i jednego skryptu. Wypromował 11 doktorów.
W latach 1956–1958 i 1969-1970 pełnił funkcję dziekana Wydziału Chemii Spożywczej Politechniki Łódzkiej oraz prodziekana w latach 1959–1960. Ponadto brał czynny udział w pracach różnych instytucji naukowych. Był przewodniczącym Rady Naukowej Centralnego Ośrodka Badawczo-Rozwojowego Przemysłu Gastronomicznego i Artykułów Spożywczych. W organizacji NOT był członkiem założycielem Oddziału Łódzkiego SITSpoż. i Rady Głównej NOT. Był wieloletnim kuratorem klubu AZS przy PŁ oraz prezesem Zarządu Środowiskowego AZS w Łodzi.
Współzałożyciel Łódzkiego Oddziału Towarzystwa Miłośników Lwowa i Kresów południowo-wschodnich powstałego w 1989 roku.
W 1981 roku przeszedł na emeryturę, utrzymując stały kontakt z Politechniką Łódzką.

## Odznaczenia
15 lutego 1946 roku jako pierwszy otrzymał Srebrny Krzyż Zasługi za pracę społeczną. Za swą szeroką działalność był wyróżniany licznymi odznaczeniami, m.in. Krzyżem Oficerskim i Komandorskim Orderu Odrodzenia Polski, Medalem Komisji Edukacji Narodowej, Medalem im. Bolesława Rumińskiego, Złotą Odznaką Honorową NOT i Honorową Odznaką SITSpoż., a także medalem „Za Udział w Wojnie Obronnej 1939”.